# Microglanis eurystoma
Microglanis eurystoma es una especie de peces de la familia Pseudopimelodidae en el orden de los Siluriformes.

## Morfología
• Los machos pueden llegar alcanzar los 7,8 cm de longitud total.
- Número de  vértebras: 29-30.[1]

## Hábitat
Es un pez de agua dulce y de clima templado.

## Distribución geográfica
Se encuentran en Sudamérica:  cuenca del río Uruguay en Rio Grande do Sul y Santa Catarina (sur del Brasil ).